# کمیته امنیت و اطلاعات (نیوزیلند)
کمیته امنیت و اطلاعات نیوزیلند یک کمیته منتخب قانونی مجلس نمایندگان نیوزیلند است که هم‌اکنون بر پایه لایحه امنیت و اطلاعات (۲۰۱۷) کار می‌کند. این کمیته، بازوی بازرسی مجلس نیوزیلند است که سازمان‌های اطلاعاتی نیوزیلند را مدیریت می‌کند و به مسائل مربوط به کارایی و بازدهی، بودجه، و سیاست‌گذاری آنها می‌پردازد.
کمیته امنیت و اطلاعات از گردهمایی نخست‌وزیر نیوزیلند، رهبر مخالفان، دو یا سه تَن (هم‌اکنون، سه تَن) از نمایندگان برگزیده از سوی نخست‌وزیر، و دو نماینده برگزیده از سوی رهبر مخالفان تشکیل می‌شود. نشست‌های کمیته امنیت و اطلاعات، خیلی کمتر از نشست‌های دیگر کمیته‌های منتخب برگزار می‌شوند. بر پایه برخی ادعاها در سال ۲۰۰۶ (میلادی) این نشست‌ها تنها یک بار در سال برگزار می‌شوند و کمتر از یک ساعت به درازا می‌کشند.